# Johann Ehrenfried Charisius
Johann Ehrenfried Gottfried Charisius (* 31. Oktober 1684  in Stralsund; † 10. September 1760 ebenda) war ein deutscher Politiker und Bürgermeister Stralsunds.

## Leben
Er entstammte einer alten Familie Stralsunds und war der Sohn von Christian Ehrenfried Charisius.
Nach dem Besuch des im ehemaligen Dominikanerkloster St. Katharinen untergebrachten Stralsunder Gymnasiums studierte er in Halle (Saale) und Jena. Er begab sich im Anschluss daran auf Studienreisen durch Holland und Frankreich, wo er auch Paris besuchte. 1707 kehrte er nach Stralsund zurück.
Charisius wurde 1710 Sekretär am geistlichen Stralsunder Konsistorium und 1711 Mitglied des Kollegiums der Altermänner der Gewandschneider. Er gehörte ab 1716 dem Rat der Stadt an, wurde 1726 Syndikus und 1733 zum Bürgermeister gewählt, was er bis zu seinem Tode blieb. 1739 wurde er zum königlich schwedischen Landrat ernannt.
Johann Ehrenfried Charisius setzte sich vor allem für eine bessere städtische Verwaltung ein und war sehr bemüht um die Geschichte seiner Heimat. Zu seinen Verdiensten zählt auch die Erweiterung der Bestände der Ratsbibliothek. Charisius verfasste einige Schriften zur Heimatgeschichte, aber auch Poesie. In seinem Besitz fanden sich zahlreiche Urkunden und Genealogien sowie ein großer Bestand an Porträts der Stralsunder Bürgermeister.

## Familie
Sein Vater Christian Ehrenfried Charisius war von 1681 bis 1697 ebenfalls Bürgermeister Stralsunds. Sein Neffe Christian Ehrenfried Charisius hatte dieses Amt von 1764 bis 1773 inne.